# Charles Joseph Boyé
Cet article possède un paronyme, voir Charles Boyer.
Pour les articles homonymes, voir Général Boyé et Boyé.
Charles Joseph Boyé, baron d'Abaumont, né le 11 février 1762 à Ehrenbreitstein (Électorat de Trèves), mort le 16 mai 1832 à Saint-Mihiel (Meuse), est un général français d'origine germanique de la Révolution et de l’Empire.

## Biographie
Ses parents étant venus établir leur domicile à Saint-Mihiel (Meuse), le jeune Boyé entre au service français le 12 février 1778, comme hussard dans le régiment de Conflans-colonel-général, devenu 4e régiment de hussards. Il obtient successivement par sa bonne conduite, le grade de fourrier le 2 juillet 1780, et celui d'adjudant le 7 juin 1785.

### Officier de l'Armée révolutionnaire française
Nommé sous-lieutenant le 17 septembre 1791, il devient lieutenant et capitaine les 17 juin et 29 octobre 1792, et fait avec distinction les campagnes de 1792 et 1793 aux armées des Ardennes, du Nord et de la Moselle. Il se trouve aux affaires de Virton, La Croix au Bois, du camp de la Lune, à la poursuite de l'armée prussienne et au siège de Namur.
Le 18 mars 1793, à la bataille de Nerwinde, il se distingue dans la charge exécutée par son régiment contre les cuirassiers de Nassau-Usingen. Il rentre en France avec l'armée qui, sous les ordres de Dumouriez, opère sa retraite de la Belgique et assiste aux affaires de Louvain, de Valenciennes et de Wormhoudt. Chef d'escadron le 21 mai 1793, il combat avec une grande intrépidité à Hondschoote et au déblocus de Maubeuge.
Au mois de floréal an II, il est chargé par le général de division Fromentin de s'emparer d'une redoute ennemie située dans un enclos, près du village de Montgardie et du Bois l'Évêque, entre Ors-sur-Sambre et la route qui conduit de Landrecies au Cateau. Au moment où, malgré le feu de l'ennemi, il emporte cette redoute avec le 1er escadron du 4e de hussards, il est chargé par le régiment tout entier de Royal-Allemand, qui se trouve embusqué derrière le retranchement. N'ayant que son escadron, il ne peut soutenir cette charge et doit songer à effectuer une retraite qui devient très difficile à opérer dans les sentiers étroits qu'il a suivis au travers du bois pour arriver sur la redoute. Dans cette position critique, le commandant Boyé ne voit d'autre moyen de salut que de se jeter sur une ligne d'infanterie ennemie qui se trouve à sa gauche, près du chemin de Landrecies au Cateau, et de se faire jour, le sabre à la main, au travers de cette ligne, ce qu'il exécute avec autant d'audace que d'intelligence, et il rejoint son régiment avec 48 hommes seulement, après en avoir perdu 30, soit par le feu de l'infanterie, soit par la charge de la cavalerie. Dans cette affaire, il a son cheval blessé sous lui par une balle qui lui traverse le col. Cité avec éloges par le général Fromentin, il est nommé chef de brigade le 6 du même mois, et est élevé provisoirement au grade de général de brigade le 22 prairial suivant, par les représentants en mission près les armées du Nord, de la Moselle et des Ardennes.
C'est en cette qualité qu'il assiste à la bataille de Fleurus et fait les campagnes des ans II, III et IV à l'armée de Sambre-et-Meuse. Commandant l'avant-garde du centre de cette armée, sous les ordres du général Kléber, il chasse l'ennemi de Tirlemont, de Saint-Tron et de Tongres, et s'empare de ces trois villes.
Confirmé dans son grade de général de brigade par arrêté du 25 prairial an III, il se trouve ensuite au premier passage du Rhin par l'armée de Sambre-et-Meuse et à sa retraite jusqu'à la fin de la campagne de l'an IV, époque à laquelle il fait une chute de cheval qui lui occasionne un crachement de sang et le force à quitter l'armée comme démissionnaire le 24 floréal an IV.
Autorisé à prendre sa retraite le 4 germinal an V, il est admis au traitement de réforme le 23 messidor an VII, et mis le 12 thermidor an VII suivant à la disposition du ministre de la guerre qui l'envoie à l'armée du Danube, où il prend part a la bataille de Zurich, au passage de la Limmat et à la poursuite des Russes en Suisse. Passé en l'an VIII à l'armée du Rhin, il se fait particulièrement remarquer aux batailles d'Engenle 3 mai 1800, de Mœskirch, de Biberach et d'Höchstädt.

### Général d'Empire
Le 12 frimaire an IX, à Hohenlinden, de concert avec le général Grandjean, il dirige l'attaque contre les bataillons de grenadiers hongrois qui se trouvent dans le bois, et mérite par sa belle conduite une mention honorable du général en chef. Il soutient ensuite la retraite de la division Ney, de Muldorff sur Hœag et appuie le corps du général Lecourbe au passage de la Salza qu'il fait traverser sans barques, par un bataillon de la 108e de ligne, en présence de l'ennemi posté sur la rive opposée et qui est culbuté en un instant. Chargé de la défense des ponts du Lech, près d'Augsbourg, et de la position avantageuse de Fribourg, contre le prince de Reuss, le général Boyé s'acquitte de cette mission avec un succès complet.
Mis en non-activité le 1er vendémiaire an X, après la campagne, il est employé dans la 16e division militaire, comme commandant le département du Nord, en vertu d'une décision du premier Consul, en date du 12 nivôse an X suivant. Officier de la Légion d'honneur le 19 frimaire an XII, il en est élevé au grade de commandeur de l'ordre le 25 prairial de la même année.
Passé à la 4e division militaire le 11 ventôse an XIII, il est appelé au commandement de la 1re brigade de la 3e division de dragons le 4e jour complémentaire an XIII, et fait en cette qualité les guerres d'Autriche, de Prusse et de Pologne, de l'an XIV à 1807. Commandant le dépôt de cavalerie à Breslau, le 13 mai 1807, il est employé dans la 26e division militaire le 22 mars 1808, est chargé de l'inspection des dépôts de cavalerie de la 24e division, le 19 mai suivant, et avant qu'il ait pu exercer ces fonctions, une décision de l'Empereur, du 24 du même mois  lui confère le commandement des régiments provisoires de la réserve de cavalerie à Rennes.
Il est créé baron de l'Empire par décret impérial du 15 juin 1808, et lettres patentes du 2 juillet 1808, sous la dénomination de baron d'Abaumont et de l'Empire, dont le fief, aussi modeste que beaucoup de l'Ancien Régime, se compose de 39 hectares 37 ares 20 centiares de terres, entre Loupmont et Bouconville, la maison de la Carpière en ce village et le vieux pré de Xivray, contenant 5 hectares 90 ares. Il a avec cela, comme récompense, un majorat de 4 000 francs de revenus sur les biens confisqués par l'Empereur en Westphalie.
Il est envoyé à l'armée d'Espagne le 17 octobre 1808, il y sert  avec distinction depuis lors jusqu'au 7 avril 1812, époque à laquelle il prend sa retraite et rentre dans ses foyers, à Saint-Mihiel. Il y a épousé Jeanne Aubry. 
Le baron Boyé est, pendant les Cent-Jours et de 1819 à 1822, maire de Saint-Mihiel et l'un de ses habitants les plus honorables et les plus justement honorés. Il a été naturalisé français le 2 janvier 1817.
Il meurt sans enfants, à Saint-Mihiel, le 16 mai 1832, et son épouse le 15 mars 1838.

## État de service
- Hussard dans le régiment de Conflans-colonel-général le 12 février 1778 ;
- Fourrier le 2 juillet 1780 ;
- adjudant le 7 juin 1785 ;
- Sous-lieutenant le 17 septembre 1791 ;
- Lieutenant le 17 juin 1792 ;
- Capitaine le 29 octobre 1792 ;
- Chef d'escadron le 21 mai 1793 ;
- Chef de brigade le 25 avril 1794 ;
- général de brigade à titre provisoire le 10 juin 1794, confirmé par arrêté du 13 juin 1795 ;
- Commandant l'avant-garde du centre de l'armée de Sambre-et-Meuse ;
- Affecté aux armées du Nord, de la Moselle et des Ardennes réunies du 10 juin 1794 au 2 juillet 1794 ;
- Affecté à l'armée de Sambre-et-Meuse du 2 juillet 1794 au 13 mai 1796 ;
- Démissionne le 13 mai 1796 ;
- Admis en retraite le 24 mars 1797 ;
- Mis au traitement de réforme le 11 juillet 1799 ;
- Mis à la disposition du ministre de la guerre le 30 juillet 1799 ;
- Affecté à l'armée d'Helvétie du 30 juillet 1799 au 22 août 1799 ;
- Commandant de la réserve de grenadiers de l'armée d'Helvétie du 22 août 1799 au 29 août 1799 ;
- Commandant d'une brigade de la 3e division de l'armée d'Helvétie du 29 août 1799 à octobre 1799 ;
- Affecté à l'armée du Rhin d'octobre 1799 au 23 septembre 1801 ;
- Mis en non-activité le 23 septembre 1801 ;
- Commandant du département du Nord (16e division militaire) du 2 janvier 1802 au 2 mars 1805 ;
- Affecté à la 4e division militaire du 2 mars 1805 au 1er septembre 1805 ;
- Affecté à la Grande Armée du 1er septembre 1805 au 21 septembre 1805 ;
- Commandant de la 1re brigade de la 3 division de dragons du 21 septembre 1805 au 13 mai 1807 ;
- Commandant du dépôt de cavalerie à Breslau du 13 mai 1807 au 17 juin 1807 ;
- Commandant de la brigade de cavalerie (Wurtemberg) du 17 juin 1807 au 22 mars 1808 ;
- Affecté à la 26e division militaire du 22 mars 1808 au 19 mai 1808 ;
- Instructeur des dépôts de cavalerie dans la 24e division militaire du 19 mai 1808 au 24 mai 1808 ;
- Commandant des régiments provisoires de la réserve de cavalerie réunis à Rennes du 24 mai 1808 au 17 octobre 1808 ;
- Affecté à l'armée d'Espagne du 17 octobre 1808 au 17 janvier 1809 ;
- Commandant de la place et de « la province de Vittoria » du 17 janvier 1809 au 31 juillet 1812 ;
- Réadmis en retraite le 31 juillet 1812.

## Campagnes
- Armées des Ardennes, du Nord et de la Moselle (1792-1793) :
  - Affaires de Virton, de la Croix-au-Bois, du camp de la Lune, à la poursuite de l'armée prussienne, siège de Namur ;
- Guerre de la Première Coalition :
  - Bataille de Neerwinden (1793), retraite de la Belgique, affaires de Louvain, de Valenciennes et de Wormhoudt,  bataille d'Hondschoote, déblocus de Maubeuge, bataille de Fleurus (1794) et fait les campagnes des ans  II, III et IV à l'armée de Sambre-et-Meuse, premier passage du Rhin par l'armée de Sambre-et-Meuse ;
- Guerre de la deuxième coalition :
  - Bataille de Zurich, passage de la Limmat, poursuite des Russes en Suisse, bataille d'Engen (3 mai 1800), bataille de Moesskirch, de bataille de Biberach et bataille d'Höchstädt (1800), Bataille de Hohenlinden ;
- Campagne d'Autriche (1805) :
  - Bataille de Wertingen, bataille d'Austerlitz ;
- Campagne de Prusse (1806) :
  - Bataille d'Iéna ;
- Campagne de Pologne (1807) ;
- Campagne d'Espagne (1808).

## Faits d'armes
- Le 18 mars 1793, à la bataille de Nerwinde, le capitaine Boyé se distingue dans la charge exécutée par son régiment contre les cuirassiers de Nassau-Usingen ;
- Il combat avec une grande intrépidité à Hondschoote et au déblocus de Maubeuge ;
- En floréal an II, il est chargé par le général de division Fromentin de s'emparer d'une redoute ennemie située dans un enclos, près du village de Montgardie et du Bois l'Évêque, entre Onse-sur-Simbie et la roule qui conduit de Landrecies au Cateau. Dans cette affaire, le commandant Boyé a son cheval blessé sous lui par une balle qui lui traversa le col. Cité avec éloges par le général Fromentin, il est nommé chef de brigade le 6 du même mois, et est élevé provisoirement au grade de général de brigade le 22 prairial suivant ;
- Le 12 frimaire an IX, à Hohenlinden, de concert avec le général Grandjean, il dirige l'attaque contre les bataillons de grenadiers hongrois qui se trouvent dans le bois.

## Décorations
- Légion d'honneur :
  - officier de la Légion d'honneur le 11 décembre 1803, puis,
  - Commandant de la Légion d'honneur le 14 juin 1804 ;
- Ordre royal et militaire de Saint-Louis :
  - Chevalier de l'Ordre royal et militaire de Saint-Louis le 11 mars 1820.

## Titres
- baron d'Abaumont et de l'Empire (décret impérial du 15 juin 1808, lettres patentes du 2 juillet 1808) :
  - le fief se compose de 39 hectares 37 ares 20 centiares de terres, entre Loupmont et Bouconville, la maison de la Carpière en ce village et le vieux pré de Xivray, contenant 5 hectares 90 ares.

## Hommage, Honneurs, Mentions...
- Naturalisé français le 2 janvier 1817.

## Autres fonctions
- Maire de Saint-Mihiel :
  - Cent-Jours ;

## Pensions, rentes, etc.
- Il a comme récompense, un majorat de 4 000 francs de revenus sur les biens confisqués par l'Empereur en Westphalie.

## Armoiries
| Figure | Blasonnement |
|        | Armes du baron d'Abaumont et de l'Empire (décret du 19 mars 1808, lettres patentes du 2 juillet 1808 (Bayonne)), Écartelé : au I d'argent, au casque de hussard d'azur, à la crinière de sable ; au II, du quartier des barons militaires de l'Empire ; au III, d'azur à un pont de 3 arches accompagné de 3 étoiles rangées en chef, le tout d'argent et soutenu par une terrasse cousue de sable ; au IV, d'or à un cheval effaré de sable., Livrées : jaune, blanc, rouge, bleu, noir ou gris-bleu. |